# Граф Орлок
Граф О́рлок (нем. Graf Orlok; рум. Contele Orlok), он же Носфера́ту (нем. Nosferatu) — антагонист немого немецкого фильма ужасов «Носферату, симфония ужаса» 1922 года и его последующих ремейков, вампир. Создан Фридрихом Мурнау на основе графа Дракулы — персонажа Брэма Стокера. В оригинальной киноленте 1922 года роль Орлока сыграл немецкий актёр Макс Шрек.
Поскольку создатели фильма 1922 года не располагали правами на экранизацию романа о Дракуле, имена персонажей и сюжетную составляющую пришлось сменить; так, граф Дракула стал графом Орлоком. Несмотря на это, в оригинальных титрах прямо указано, что фильм снимался по мотивам произведения Стокера. В ремейке 2024 года имена героев из «Симфонии ужаса» сохранены.

## Биография
В «Носферату, симфония ужаса» граф Орлок изображён как вампир из Трансильвании, — «Птица смерти», — насыщающийся кровью живых людей. Предполагается, что он был кем-то вроде чёрного мага, превращённого в вампира Велиалом, демоном-порученцем Сатаны.
Орлок живёт один в огромном замке, спрятанном в глуши Карпатских гор. Замок и его хозяин, забытые миром на многие века, погружены во тьму и имеют крайне зловещий вид из-за многолетнего запустения, а местные крестьяне живут в страхе перед призраками и оборотнями, населяющими окрестности, и не решаются выходить на улицу после наступления темноты.
В один момент Орлок решает приобрести дом в вымышленном городе Висборг, Германия, обратившись за этим к агенту по недвижимости Кноку. Молодой помощник Кнока, Томас Хуттер, принимает слова жителей Трансильвании за выдумки и суеверия и решительно направляется к ветхому замку заказчика. Внезапно кучер отказывается везти его по мосту, ведущему к крепости. Остаток пути он проезжает в чёрной карете с замаскированным Орлоком. Хуттер прибывает на место, где Орлок уже официально приветствует его. Хозяин замка информирует гостя, что, поскольку уже за полночь, все его слуги легли спать, после чего угощает Хуттера ужином и обговаривает с ним покупку вышеупомянутого дома. Нарезая хлеб, Хуттер по неосторожности ранит большой палец; Орлок же едва сдерживается, чтобы не впиться в его рану. В конечном итоге Хуттер засыпает на стуле, и Орлок, воспользовавшись ситуацией, насыщается кровью из его шеи, однако на экране этого не показывают: на следующий день Хуттер обнаруживает у себя следы от укуса, но списывает это на комаров, не подозревая, что его заказчик — вампир.
Ознакомившись с «Книгой вампиров», Хуттер осознаёт страшную правду лишь потом, в отведённых ему покоях, и понимает, что оказался заперт в замке вместе с Носферату. Орлок начинает стремительно приближаться к своему агенту, но тут любимая жена Хуттера, Элен, словно по телепатии чувствует, что жизнь её мужа в смертельной опасности; она кричит, зовя его, и Орлок, каким-то образом почувствовав её присутствие, теряет интерес к Хуттеру и покидает комнату. Наутро Хуттер обыскивает замок и с ужасом обнаруживает в подвале Орлока, который «спит» в грязном гробу, засыпанном землёй. Впоследствии он становится свидетелем того, как Орлок загружает повозку несколькими гробами, наполненными землёй, и ложится в один из них, после чего груз отправляется на корабль, идущий в Висборг. Позже выясняется, что эта земля — неосвящённая земля с могилы самого Орлока; согласно «Книге вампиров», для поддержания своей силы Носферату должны спать днём в неосвящённой земле со своих могил.
На борту корабля вампир убивает весь его экипаж — остаются только капитан и его первый помощник. Спустя какое-то время, когда первый помощник отправляется в грузовой отсек, чтобы разобраться в ситуации, граф Орлок восстаёт из гроба, пугая матроса, и тот в страхе прыгает за борт. Капитан привязывает себя к рулю, и тогда Орлок подкрадывается к нему, после чего убивает. В результате его морского путешествия по всей Европе разносится чума.
Прибыв в Висборг, Орлок заполняет город крысами, спавшими в его гробах. Бесчисленное множество людей становится жертвами чумы, что вынуждает местные власти объявить карантин, спровоцировав истерию среди горожан. Однако вместо того, чтобы вернуться в виде вампиров, его жертвы просто умирают. Элен и Хуттер знают о причинах чумы, но боятся, что бессильны остановить вампира. Элен угрюмо наблюдает за тем, как по пустым улицам проносят гробы, и понимает, что Орлока нужно остановить. Из «Книги вампиров» девушка узнаёт, что вместо удара колом в сердце победить Носферату можно только в том случае, если чистая сердцем женщина добровольно позволит ему насытиться своей кровью в течение достаточно длительного времени, чтобы он забыл о восходе солнца. Элен заманивает Орлока в свою комнату и ложится в постель, позволяя ему насладиться её кровью. Восходит солнце, и Орлок сгорает в облаке дыма. Кнок понимает, что вампир мёртв. Вскоре после этого умирает Элен.

## Другие фильмы «Носферату»
Клаус Кински сыграл «графа Дракулу» в ремейке Вернера Херцога «Носферату — призрак ночи» 1979 года. Здесь у главного антагониста сохраняются основные внешние черты графа Орлока из ленты 1922 года, однако всех персонажей, включая самого вампира, зовут как в романе Брэма Стокера.
В фильме «Тень вампира» 2000 года Уиллем Дефо изобразил Макса Шрека — вампира, сыгравшего по сюжету роль графа Орлока в «Носферату, симфония ужаса».
В одноимённом независимом ремейке «Симфонии ужаса», вышедшем в 2023 году, в графа Орлока перевоплотился Даг Джонс.
Орлок в исполнении Билла Скарсгарда выступил центральным антагонистом фильма «Носферату» 2024 года — ремейка картины с Максом Шреком.

## Наследие
- В картине Питера Богдановича «Мишени» фамилию графа Орлока носит герой Бориса Карлоффа Байрон Орлок — постаревшая звезда фильмов ужасов[14].
- Орлок выступает в качестве побочного антагониста в серии игровых книг «Дракула: Проклятие вампира», написанной фантастом Джонатаном Грином[15].
- Бен Френшам исполнил в картине «Реальные упыри» 2014 года роль вампира Петира, который внешне похож на Орлока[1].
- Орлок появляется в конце эпизода «Ночная смена» мультсериала «Губка Боб Квадратные Штаны», включая и выключая свет в Красти Краб; главные герои серии называют его Носферату[16]. Ряд критиков назвали его появление изюминкой серии и ярким примером того, как в мультсериале может сочетаться нелепый и при этом приятный юмор[17]. С тех пор он ещё неоднократно светился в проектах Nickelodeon, а в спин-оффе «Лагерь „Коралл“: Детство Губки Боба» у него даже есть детская ипостась — Кидферату.
- В компьютерной игре Red Dead Redemption 2 есть вампир, поразительно похожий на графа Орлока[18].
- Кадры с Орлоком из «Симфонии ужаса» фигурируют в серии «Живая фантастика» «P.R.O.B.E. Case Files» — спин-оффа телесериала «Доктор Кто». В этой истории вампир оживает в результате контакта кассеты с оригинальным фильмом с инопланетной сущностью. Серия вышла на DVD в 2022 году благодаря компании BBV Productions[19].
- В аниме-сериале 2021 года «Суперзлодеи» появляется персонаж по имени граф Орлок. В японском варианте его озвучивал Сигеру Чиба, а в английском — Пол Мерсье[20].
- В кинокартине «Семейка монстров» 2022 года есть герой по имени Орлок, добавленный в сюжет в качестве отсылки к графу Орлоку. Сыграл его Ричард Брейк[21][22]. Он был одним из спутников Лили Грюзеллы, но их свидание закончилось неудачно[23].